# Axinitcsoport

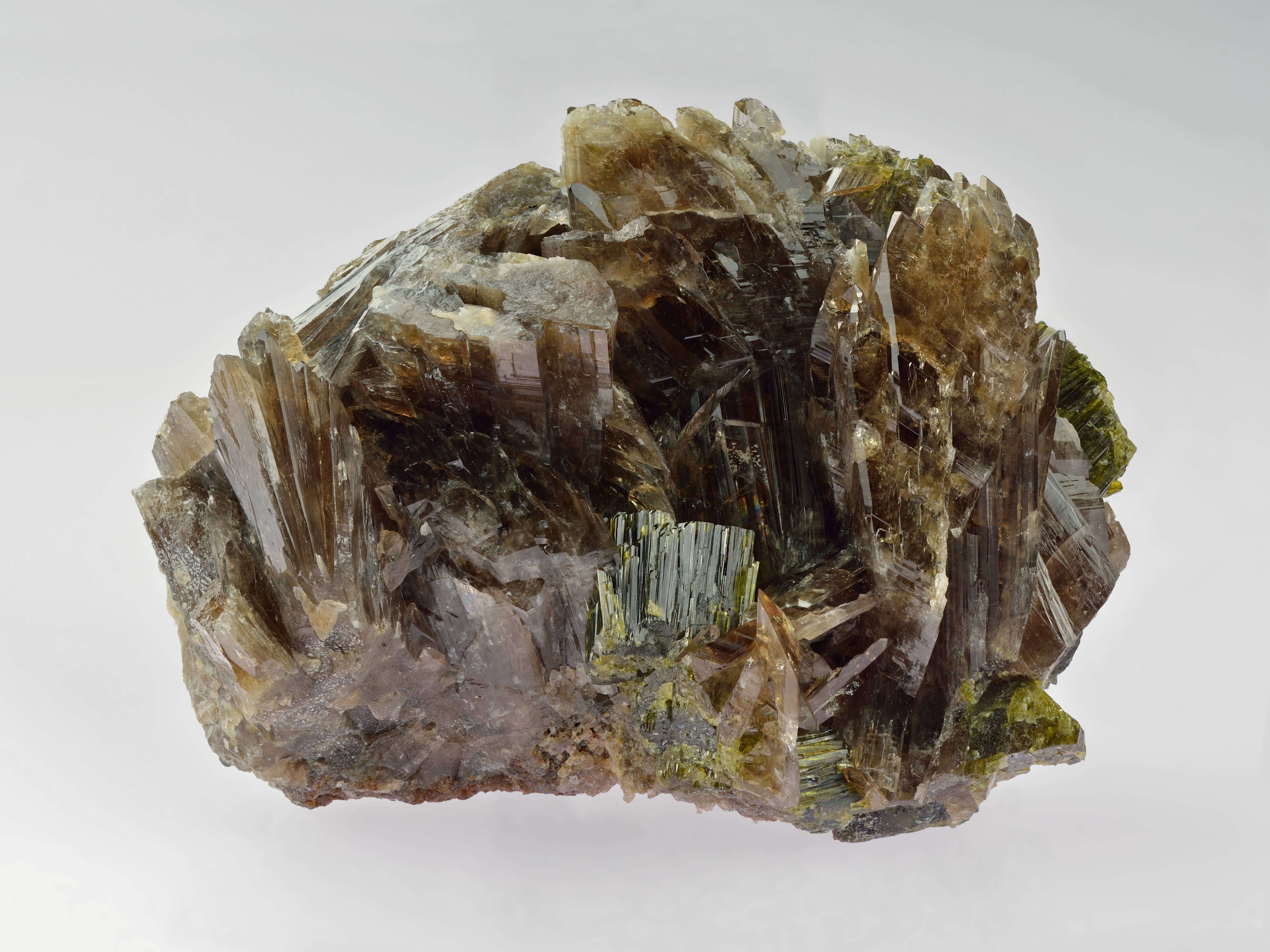
Mangánaxinit

Az axinitcsoport ásványai a IV,Szilikátok ásványosztály szoro- vagy csoportszilikátok alosztályában önálló csoportot alkotnak. Általában triklin rendszerben kristályosodnak, boroszilikátoknak is nevezik a csoport tagjait. Általános kémiai képletük. A3Al2BSi4O15(OH), ahol az A= Ca, Fe, Mg, Mn.

## Az axinit részletes ismertetése
Az axinit bórtartalmú kalcium-alumínium szilikát vas, mangán vagy magnézium szennyezéssel, Az ásvány triklin kristályrendszerben, vaskos lemezes halmazokban jelenik meg leggyakrabban, a lemezek általában görbültek, ívesek, végeik ékalakúak. Egyedi jól fejlett kristályokban is előfordul, sávozott lapokkal. Egyedi kristályait ékszerkőnek is hasznosítják.

## Kémiai és fizikai tulajdonságai
- Képlete: Ca2(Fe,Mn,Mg)Al2BSi4O15(OH).
- Szimmetriája: a triklin kristályrendszerben, több szimmetriát mutatnak kristályai.
- Sűrűsége: 3,3 g/cm³.
- Keménysége: 6,5- 7,0  kemény ásvány  (a Mohs-féle keménységi skála szerint).
- Hasadása: lapok mentén jól  hasad.
- Törése:  egyenetlen, kagylósan törik, rendkívül rideg.
- Színe:  ibolyásbarna, néha sárga.
- Fénye: üvegfényű.
- Átlátszósága:   áttetsző.
- Pora:  színtelen vagy fehér.
- Különleges tulajdonsága:   olvadéka sósavban oldódik,  UV fény hatására fluoreszkál.

## Keletkezése
Kontakt pneumatolitos képződése szkarnosodásokban jellemző. Metaszomatikusan is képződik mészkövekben és palásodott szerkezetekben. Hidrotermás oldatokból is kiválik.
Hasonló ásványok: szfén és titanit.

## Előfordulásai
Szerbia területén Rudnik közelében. Svédországban Dannemora közelében. Svájc területén az Alpokban, jellemző a Scopi-csúcs előfordulása. Megtalálható Németország területén a Harz-hegységben és az Érc-hegységben. Előfordulásai ismertek Anglia, területén és Oroszországban. Az Amerikai Egyesült Államok Nevada szövetségi államában.
Kísérő ásványok: kvarc, kalcit, földpátok, turmalincsoport ásványai, magnetit és a gránátcsoport egyes tagjai.

## Hazai előfordulás
Magyarországi előfordulást nem regisztráltak.

## Az axinitcsoport további ásványa
Ferroaxinit.   Ca2Fe2+Al2BO3Si4O12(OH).
- Sűrűsége:  3,28 g/cm³.
- Keménysége: 6,5-7,0   (a Mohs-féle keménységi skála szerint).
- Színe:   barna, szürke, vöröseskék, zöldessárga.
- Fénye: üvegfényű.
- Pora:   fehér.
- Átlátszósága: áttetsző.
- Kémiai összetétele:
- Kalcium (Ca) =14,1%
- Alumínium (Al) =9,5%
- Vas (Fe) =9,8%
- Bór (B) =1,9%
- Szilícium (Si) =19,7%
- Oxigén (O) =44,8%
- Hidrogén (H) =0,2%

Magnézioaxinit.   Ca2MgAl2BO3Si4O12(OH).
- Sűrűsége:  3,18 g/cm³.
- Keménysége: 6,5-7,0   (a Mohs-féle keménységi skála szerint).
- Színe:  barna, világoskék, szürke .
- Fénye: üvegfényű.
- Pora:   fehér.
- Átlátszósága: áttetsző, kissé fluoreszkál
- Kémiai összetétele:
- Kalcium (Ca) =14,9%
- Alumínium (Al) =10,0%
- Magnézium (Mg) =4,5%
- Bór (B) =2,0%
- Szilícium (Si) =20,9%
- Oxigén (O) =47,5%
- Hidrogén (H) =0,2%

Mangánaxinit.   Ca2Mn2+Al2BO3Si4O12(OH).
- Sűrűsége:  3,28 g/cm³.
- Keménysége: 6,5-7,0   (a Mohs-féle keménységi skála szerint).
- Színe:   sötétbarna, sárga, vöröses.
- Fénye: üvegfényű.
- Pora:   fehér.
- Átlátszósága: áttetsző, enyhén fluoreszkál.
- Kémiai összetétele:
- Kalcium (Ca) =14,1%
- Alumínium (Al) =9,5%
- Mangán (Mn) =9,6%
- Bór (B) =1,9%
- Szilícium (Si) =19,7%
- Oxigén (O) =46,0%
- Hidrogén (H) =0,2%

Tinzenit.   (Ca,Mn,Fe)3FeAl2BO3Si4O12(OH).
- Sűrűsége:  3,3 g/cm³.
- Keménysége: 6,5-7,0   (a Mohs-féle keménységi skála szerint).
- Színe:   sárga, narancsvörös.
- Fénye: üvegfényű.
- Pora:   fehér.
- Átlátszósága: áttetsző.
- Kémiai összetétele:
- Kalcium (Ca) =12,6%
- Alumínium (Al) =9,4%
- Vas (Fe) =2,9%
- Mangán (Mn) =6,8%
- Bór (B) =1,9%
- Szilícium (Si) =19,6%
- Oxigén (O) =44,7%
- Hidrogén (H) =0,2%

Papagoit.  ( Monoklin kristályrendszerben.) CaCuAlSi2O6(OH)3.
- Sűrűsége:  3,25 g/cm³.
- Keménysége: 5,0-5,5   (a Mohs-féle keménységi skála szerint).
- Színe:  sötét vagy világoskék.
- Fénye: üvegfényű.
- Pora:   világoskék.
- Átlátszósága: áttetsző.
- Kémiai összetétele:
- Kalcium (Ca) =12,0%
- Alumínium (Al) =8,1%
- Réz (Cu) =19,1%
- Szilícium (Si) =16,8%
- Oxigén (O) =43,1%
- Hidrogén (H) =0,9%

Ashburtonit.  (Tetragonális kristályrendszerben.) HPb4Cu4Si4O12(HCO3)4(OH)4Cl  .
- Sűrűsége:  4,69 g/cm³.
- Keménysége: nincs adat.
- Színe:   kék.
- Fénye: üvegfényű.
- Pora:   világoskék.
- Átlátszósága: áttetsző.
- Kémiai összetétele:
- Ólom (Pb) =47,8%
- Réz (Cu) =14,6%
- Szilícium (Si) =6,5%
- Oxigén (O) =25,8%
- Hidrogén (H) =0,5%
- Szén (C) =2,8%
- Klór (Cl) =2,0%